# سید هادی اسلامی
سید هادی اسلامی (زادهٔ ۱۳۵۷) مدیر جلوه‌های بصری اهل ایران است. او فارغ‌التحصیل رشتهٔ طراحی گرافیک از دانشگاه هنر تهران است. او تاکنون ۳ بار برنده سیمرغ بلورین بهترین جلوه‌های بصری جشنواره فیلم فجر شده‌است.

## جوایز
- ۱۳۹۶ - نامزد دریافت سیمرغ بلورین بهترین جلوه‌های بصری سی و ششمین دوره جشنواره فیلم فجر برای فیلم به وقت شام
- ۱۳۹۵ - تندیس بهترین طراحی جلوه‌های بصری هجدهمین دورهٔ جشن خانه سینما برای فیلم بادیگارد[۳]
- ۱۳۹۴ - سیمرغ بلورین بهترین جلوه‌های بصری سی و چهارمین دوره جشنواره فیلم فجر برای فیلم بادیگارد
- ۱۳۹۲ - سیمرغ بلورین بهترین جلوه‌های بصری سی و دومین دوره جشنواره فیلم فجر برای فیلم چ[۴][۵]
- ۱۳۹۰ - سیمرغ بلورین بهترین جلوه‌های بصری سی‌امین دوره جشنواره فیلم فجر برای فیلم سلام بر فرشتگان (به همراه برادران سحرخیز)

## آثار

### جلوه‌های بصری
- ۱۳۹۷ - ۲۳ نفر
- ۱۳۹۶ - به وقت شام[۶]
- ۱۳۹۵ - ویلایی‌ها[۷]
- ۱۳۹۵ - نهنگ عنبر ۲: سلکشن رؤیا[۸]
- ۱۳۹۴ - بادیگارد[۹][۱۰]
- ۱۳۹۴ - کیمیا[۱]
- ۱۳۹۲ - چ[۱۱][۱۲]
- ۱۳۸۹ - سلام بر فرشتگان[۱۳]
- ۱۳۸۹ - گلوگاه شیطان[۱۴]
- ۱۳۸۷ - ملک سلیمان[۱۵] (مسئول جلوه‌های بصری واحد ایران)[۲]

### مدیر پروژه
- ۱۳۹۰ - شوق پرواز (مدیر اجرایی)
- ۱۳۸۸ - یه حبه قند[۱۶]